# El secreto de Selena
El secreto de Selena é uma série de televisão americana produzida pela BTF Media e co-produzida pela Disney Media Distribution para a Telemundo, e é baseada no best-seller da jornalista ganhadora do Emmy María Celeste Arrarás. A série segue a história por trás do assassinato da cantora Selena Quintanilla. É estrelada por Maya Zapata como a personagem titular. Estreou no México na TNT em 23 de setembro de 2018 e terminou em 16 de dezembro de 2018.
A produção começou em 9 de abril de 2018 e 13 episódios de 1 hora foram confirmados.

## Elenco
- Maya Zapata como Selena Quintanilla, uma cantora americana de música tejano.
- Damayanti Quintanar como Yolanda Saldívar, assassina de Selena.[4]
- Sofía Lama como María Celeste Arrarás, é uma jornalista porto-riquenha.[6]
- Eduardo Santamarina como Dr. Ricardo Martínez[7]
- Jorge Zárate como Abraham Quintanilla[8]
- Moisés Arizmendi como Manny
- Baltimore Beltrán como A.B. Quintanilla
- Bárbara González como Suzette
- David Zorrilla como Richard Frederickson[8]
- José Sefami como Tinker
- Gustavo Egelhaaf como Alex
- Úrsula Pruneda como Marcella
- Mauricio Isaac como Pete Riviera
- María Aura como María López
- Daniel Elbittar como Chris
- Hector Kotsifakis como José Behar
- Fermín Martínez como Javier Ramos
- Antón Araiza como Jonás Carrillo
- Luis Alberti como Gustavo
- Irineo Álvarez como Arnold García